# Stefan Löfven
Kjell Stefan Löfven ([ˈsteːfan lœˈveːn], født 21. juli 1957 i Stockholm , Sverige) er en svensk socialdemokratisk politiker, der fra 2014 til 2021 var Sveriges statsminister og fra 2012 til 2021 leder af Socialdemokraterne.
Stefan Löfven blev valgt til den svenske Riksdag ved riksdagsvalget den 14. september 2014 og blev den 3. oktober 2014 statsminister efter Fredrik Reinfeldt.

## Opvækst og karriere
Löfven voksede op på et børnehjem og endte i en plejefamilie, inden han uddannede sig til svejser i Umeå. Han blev aktiv i den svenske fagforening IF Metall, der organiserer svenske metalarbejdere, og endte som fagforeningsleder i 2005. Efter at Håkan Juholt blev tvunget til at trække sig som leder af de svenske socialdemokrater i 2012, meldte Löfven sig ind i kampen og endte som partiets leder.
Socialdemokraterne fik 31,3 procent af stemmerne ved valget i 2014, og efter at statsminister Reinfeldt valgte at trække sig, stod døren åben for Löfven, der kunne danne en mindretalsregering, da ingen partier ville samarbejde med Sverigesdemokraterne, som havde fået et kanonvalg og knap 13 procent af stemmerne. Da den socialdemokratiske blok var større end den borgerlige, var det Stefan Löfven, som blev statsminister.
Det endte dog hurtigt i en politisk krise. Efter kun 62 dage kom hans regering i mindretal, da Löfven spillede højt spil og ville teste de borgerlige og Sverigesdemokraterne (SD) i sit finanslovsforslag. SD ville under ingen omstændigheder stemme for en finanslov, der ikke bremsede for den indvandring, som partiet mener truer det svenske samfunds økonomi både nu og i fremtiden. Sverigesdemokraterne stemte for de borgerliges forslag, som pludselig havde flertal. Löfven annoncerede derfor at han den 29. december (i forbindelse med den endelige behandling af finansloven) ville udskrive valg, der skulle afholdes 22. marts 2015. Den 27. december nåede de to blokke til enighed, og valget blev aflyst.
Löfven fortsatte som statsminister efter Riksdagsvalget i Sverige 2018, men overlevede kun lige akkurat en mistillidsafstemning i juli 2021. I november 2021 valgte han at træde tilbage både som partiformand og statsminister. På begge poster blev han afløst af Magdalena Andersson.